# نون خامه‌ای (مجموعه تلویزیونی)
نون خامه‌ای یک مجموعه تلویزیونی محصول سال ۱۳۹۲ به کارگردانی، نویسندگی کاظم راست‌گفتار و تهیه‌کنندگی محمدرضا تخت‌کشیان می‌باشد که از شبکه یک پخش شد. این مجموعه در ۴۰ قسمت تهیه شد.

## بازیگران
- ساقی زینتی
- مریم سعادت
- احمد ایران‌دوست
- الیکا عبدالرزاقی
- امیرحسین رستمی
- بهنوش بختیاری
- سید جواد رضویان
- علی اوسیوند
- فریده دریامج
- محمدرضا هدایتی
- مژگان غلامی
- ملیکا شریفی‌نیا
- مهدی فقیه
- میرطاهر مظلومی
- نادر سلیمانی